# 아름다운 게임 (영화)
《아름다운 게임》(Beautiful Game)은 한국에서 제작된 임소정 감독의 1995년 드라마 영화이다. 임소정 등이 주연으로 출연하였고 정준교 등이 제작에 참여하였다.

## 출연

### 주연
- 임소정
- 오한나
- 주동미
- 진재호

## 기타
- 조명: 김석진